# Honey is cool
Honey Is Cool es un grupo de rock altenativo de Suecia. El Grupo se creó en 1994 por Karin Dreijer, batería Johan Hagström, y bajista Staffan Larsson, que fueron complementados por un guitarrista, Anders Göthberg que abandonaría pronto el grupo, sustituyéndose por John Jern.

## Historia
Durante la segunda mitad de los años 90, the honey is cool fue un competidor constante por la corona del pop de Suecia, pero a pesar de participar en numerosos festivales y consiguiendo más prensa que la mayoría de las bandas, nunca logró vender muchos álbumes. Ellos grabaron una maqueta que tuvo mucha repercusión y les dio conciertos en los festivales de Emmaboda y Hultsfred, y un acuerdo con Sun SPOT. En esta etiqueta, lanzaron su primer EP, Focky Focky n de pago, en 1996. El nuevo batería en el registro fue de Håkan Hellström de Broder Daniel. Es cierto the honey is cool no era una banda fácil de vender, con el vocalista Dreijer de manera intencionada infantil con un acento 'raro', y la música se detuvo justo en el punto de convertirse en algo pegadizo. Y tampoco estaban dispuestos a cambiar su visión para incrementar las ventas. Honey Is Cool fracasó en la venta y la interferencia de la compañía discográfica en la producción del siguiente álbum de la banda, lo que llevó a dejar la compañía y la creación de su propia discográfica, Rabid Records. Hellström había regresado a Broder Daniel, dejando un lugar para el bajista Fredrik Wennerlund, y en 1999, el teclista Carl Larsson dejó la banda por Barusta, siendo reemplazado por Dan Lepp, que a su vez fue sustituido por Tina Weibull. Un LP en la primavera fue seguida por Early Morning Are You Working in the autumn. La canción del LP, baby june se convirtió rápidamente en un éxito en 2000. Pero Honey Is Cool anunciaron que iban a tomar un descanso, ya que Dreijer estaba ocupado con su nuevo proyecto, The Knife, y Wennerlund con Rockmonster. El factor decisivo era probablemente la ausencia de Dreijer, ya que ella siempre había sido la figura indiscutible principal y probablemente, la fuerza creativa de the honey is cool
Honey Is Cool cesó su actividad el 4 de julio de 2000, mediante un anuncio en la página web de Rabid Records.

## Discografía
- Honey Is Cool Demo, Demo – 1994
- Focky focky no pay, album – 1995
- Crazy Love – 1997
- Nach Heart – 1997
- Bolero EP, EP – 1999
- Early morning are you working?, album – 1999
- Baby Jane EP, EP – 2000

## Miembros
| Cantante                  | Guitarra                    | Bajo                        | Batería                        | Teclado                  |
| ------------------------- | --------------------------- | --------------------------- | ------------------------------ | ------------------------ |
| Karin Dreijer (1994–2000) | Anders Göthberg (1994–1994) | Staffan Larsson (1994–2000) | Johan Hagström (1994–1995)     | Paul Källman (1995–1997) |
|                           | John Jern (1994–2000)       |                             | Håkan Hellström (1995–1997)    | Carl Larsson (1997–1999) |
|                           |                             |                             | Fredrik Wennerlund (1998–2000) | Dan Lepp (1999–1999)     |
|                           |                             |                             |                                | Tina Weibull (1999–2000) |